# Mala Cikava
Mala Cikava is een plaats in Slovenië en maakt deel uit van de gemeente Novo mesto in de NUTS-3-regio Jugovzhodna Slovenija. De plaats telde 117 inwoners op 1 januari 2020.